# Smith & Wesson Modelo 36
El  Smith & Wesson Modelo 36 es un revólver que dispara el cartucho .38 Special, uno de los varios modelos con armazón "J" de Smith & Wesson. Fue introducido en 1950 y continúa en producción, con el clásico acabado pavonado y el Modelo 60 de acero inoxidable.

## Historia
El Modelo 36 fue diseñado poco después de la Segunda Guerra Mundial, cuando Smith & Wesson dejó de producir armamento militar y reanudó la producción de armamento civil. Para el Modelo 36, se buscó diseñar un revólver que pudiera disparar el potente cartucho .38 Special, además de ser pequeño y ocultable. Como el antiguo armazón "I" no podía soportar la potencia del cartucho, se diseñó un nuevo armazón, que pasó a ser el armazón "J".
El nuevo diseño fue introducido en la International Association of Chiefs of Police (Asociación Internacional de Jefes de Policía) en 1950, siendo recibido favorablemente. Se llevó a cabo una votación para nombrar al nuevo revólver, y el nombre de "Chiefs Special" resultó ganador. Una versión con cañón de 76,2 mm de longitud fue puesta en producción inmediatamente, debido a la alta demanda. Estaba disponible con acabado pavonado o niquelado. Fue producido con el nombre "Chiefs Special" hasta 1957, cuando fue redesignado como Modelo 36. El "Chiefs Special" continuó siendo producido como una variante aparte. 
En 1951, Smith & Wesson introdujo el Airweight Modelo 37, que era básicamente un Modelo 36 con armazón y tambor de aluminio. Los tambores de aluminio demostraron ser problemáticos y se abandonaron en favor de los de acero.

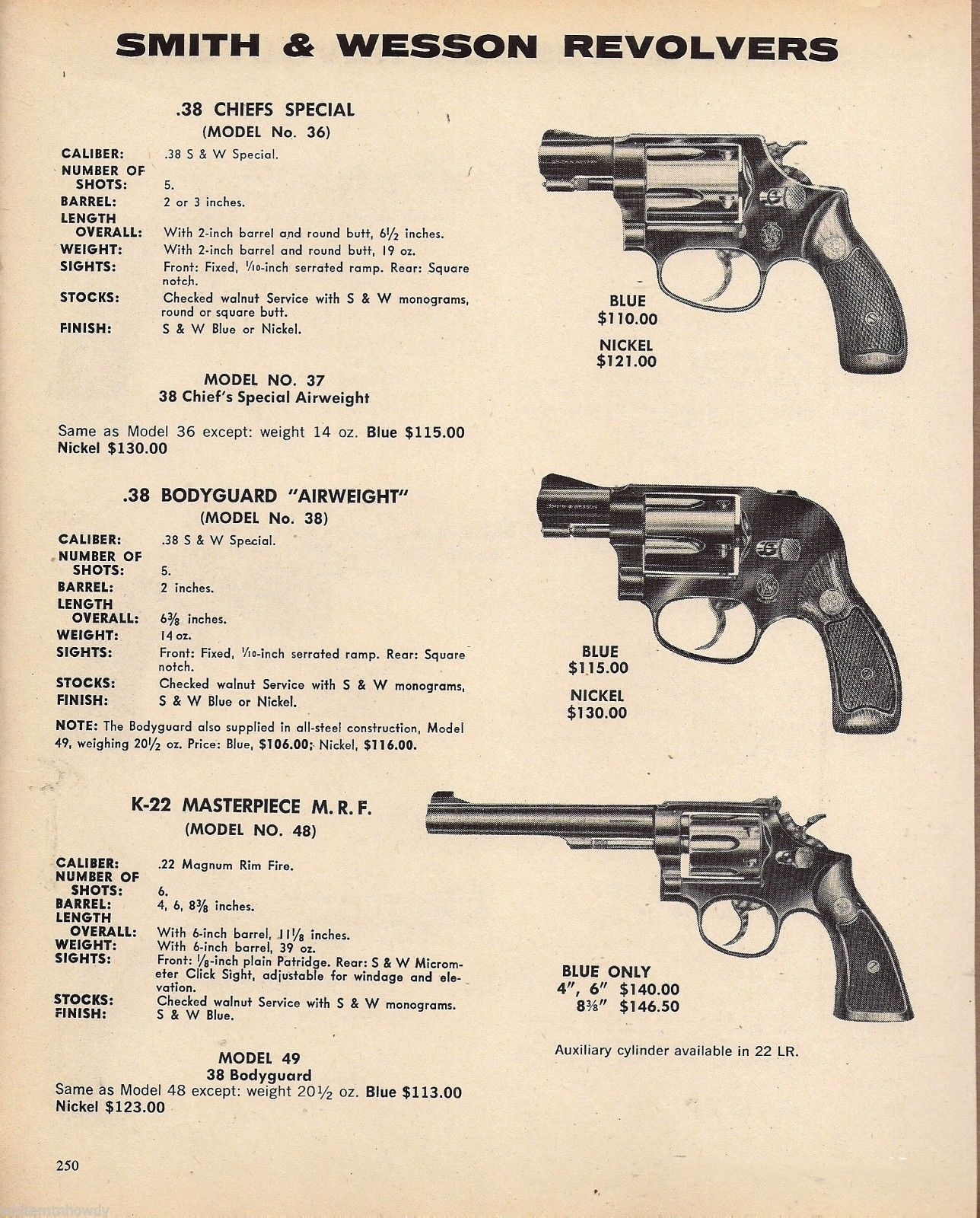
Página de un catálogo de Smith & Wesson de 1976, mostrando los Modelos 36, 37, 38, 48 y 49.

En 1989, Smith & Wesson introdujo la variante LadySmith. Estaba disponible con cañón de 51 mm o 76,2 mm de longitud y era pavonado. Este modelo también tenía empuñaduras diseñadas específicamente para mujeres. Tenía la leyenda "LADYSMITH" grabada en el armazón.
Se produjeron aproximadamente 615 Modelo 36-6 Target. Esta variante tenía un resalte de 76,2 mm debajo del cañón, alza y punto de mira ajustables y estaba pavonada.
En 2002, Smith & Wesson reintroduce el Modelo 36 con detalles en oro (martillo, retén del tambor, extractor y gatillo), llamado "Modelo 36 Gold". El color de oro era en realidad nitruro de titanio.
En 2005, Smith & Wesson produjo la variante "Texas Hold 'Em". Tenía un acabado pavonado, cachas de imitación de marfil y grabados enchapados con oro de 24 quilates.
Se produjo un lote de revólveres Modelo 37 con acollador en la base de su empuñadura para Japón. Se canceló una parte de este contrato, por lo que muchos de estos revólveres fueron vendidos a un mayorista de armas y este los revendió en el mercado civil. Entraron en el mercado civil en 2001. En 2006, el Modelo 37 fue retirado del catálogo de Smith & Wesson.
El Modelo 36 con el número de serie 337 fue obsequiado a John Edgar Hoover y lleva grabado su nombre.
En 1958, la empresa armera Astra, Unceta y Cía desarrolló una serie de revólveres de alta calidad basados en el Modelo 36, que fueron los Astra Cadix, Astra 240 y Astra NC6. 

## Diseño y características

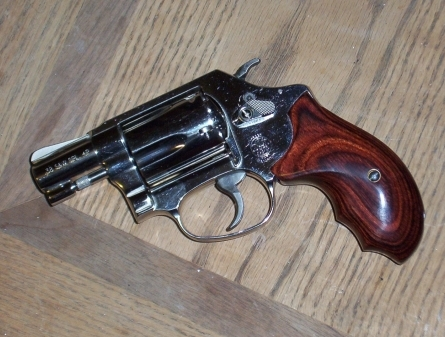
Modelo 36-10 niquelado, con cachas ergonómicas Smith & Wesson de palo rosa.

Diseñado para ser pequeño y compacto, el Modelo 36 fue producido con cañones de 51 mm o 76,2 mm de longitud y mecanismos de puntería fijos. También se produjo en cantidades limitadas una versión con alza ajustable, el Modelo 50 Chief's Special Target, que venía con cañones de las dos longitudes.
Como casi todos los revólveres Smith & Wesson con armazón "J", tiene un tambor pivotante de 5 cartuchos y su martillo es visible. Su acabado puede ser niquelado o pavonado, así como llevar cachas de madera o de goma. 

## Usuarios
- Corea del Sur: Fue empleado en 1974, en el intento fallido de asesinar al presidente surcoreano Park Chung-hee, matando a su esposa Yuk Young-soo. En 1979, un M36 Chief Special fue empleado de nuevo para asesinar a Park.
- Estados Unidos: Por muchos años, este revólver fue el arma de porte oculto estándar para detectives y agentes de civil de varias agencias policiales, inclusive el Departamento de Policía de Nueva York. Muchos agentes todavía lo utilizan como "arma de apoyo" a su pistola estándar, o como arma de autodefensa. Por varios años desde mediados de la década de 1970, el Modelo 36 fue suministrado y empleado como armamento estándar de la Patrulla Estatal de Autopistas de Carolina del Norte, siendo reemplazado por el Smith & Wesson Modelo 66 de 9,2 mm (.357 Magnum) y después por el Smith & Wesson Modelo 686, antes de que la agencia reemplazara sus revólveres con pistolas semiautomáticas a inicios de la década de 1990.
- Japón: Compró 5.344 Modelo 37 en 2003,[5] con un lote adicional de 5.519 en 2005 para la Agencia Nacional de Policía.[6]
- Malasia: Desde 1970 hasta 2000, el Modelo 36 fue el arma corta estándar para los agentes encubiertos de la División de Investigación Criminal de la Real Policía de Malasia, siendo reemplazado por la Glock 17. También fue empleado por los oficiales y suboficiales del Departamento de Cuerpos de Voluntarios de Malasia para entrenamiento o como arma de autodefensa antes de la adopción de las pistolas semiautomáticas de 9 mm Glock 19/Glock 26 y Heckler & Koch USP, pero continúa siendo empleado.
- Malta: Fue el arma corta estándar del Escuadrón Móvil de la Policía de Malta hasta la introducción de la Glock 17 en 2007. Desde entonces han sido retirados de servicio y almacenados como armamento de reserva en el Cuartel General de la Policía en Floriana.
- Noruega: Aunque no fue el arma corta estándar de la Policía de Noruega, se encuentra en su arsenal como arma de autodefensa para los agentes fuera de servicio que cumplan ciertos requisitos.